# Flora Australije
Flora Australije obuhvata ogroman skup biljnih vrsta za koji se procenjuje na preko 21.000 vaskularnih i 14.000 nevaskularnih biljaka, 250.000 vrsta gljiva i preko 3.000 lišajeva. Flora ima jake afinitete sa florom Gondvane, a ispod porodičnog nivoa ima visoko endemsku floru skrivenosemenjača čija je raznolikost oblikovana efektima pomeranja kontinenata i klimatskih promena od krede. Istaknute karakteristike australijske flore su adaptacije na aridnost i vatru koje uključuju skleromorfiju i serotiniju. Ove adaptacije su uobičajene kod vrsta iz velikih i dobro poznatih porodica Proteaceae (Banksia), Myrtaceae (Eucalyptus - guma stabla) i Fabaceae (Acacia - pruće).
Dolazak ljudi pre oko 50.000 godina i naseljavanje Evropljana od 1788. godine, imalo je značajan uticaj na floru. Korišćenje uzgoja vatrenih štapova od strane Aboridžina dovelo je do značajnih promena u distribuciji biljnih vrsta tokom vremena, a velika modifikacija ili uništavanje vegetacije za poljoprivredu i urbani razvoj od 1788. promenila je sastav većine kopnenih ekosistema, što je dovelo do do izumiranja 61 biljne vrste do 2006. i ugrožavanja još preko 1000.

## Literatura
- Thiele, K. R. and Adams, A. G. eds. 2002. Families of flowering plants of Australia. ABRS/CSIRO Publishing  0-643-06721-3
- Smith, J. M. B. ed 1982. A history of Australasian vegetation. McGraw Hill  0-07-072953-0
- Orchard, A. E. ed. 1999. Flora of Australia - Volume 1, 2nd edition. ABRS/CSIRO  0-643-05965-2

## Spoljašnje veze
- Flora of Australia online Архивирано 2021-10-24 на сајту
- National Vegetation Information System
- Flora of Australia (a newer resource)
- Flora of Australia Online Архивирано 2021-10-24 на сајту 
  - Flora of Australia Online - Norfolk and Lord Howe Islands
  - Flora of Australia Online - Oceanic Islands excluding Norfolk and Lord Howe Islands
- Australia's Virtual Herbarium
- What's its name? A database for the Australian Plant Name Index
- Census of Freshwater Algae in Australia
- Australian Marine Algal Name Index
- Australian National Botanic Gardens Fungi Web Site
- Prehistoric Life - Plant Fossils of Australia Архивирано 2009-05-19 на сајту  Museum Victoria
- ASGAP - Association of Societies for Growing Australian Plants